# شيان ليم
ألكسندر شيان كروز ليم-يو (مواليد 12 يوليو 1989) ممثل فلبيني، عارض أزياء، مغني، مضيف برامج، مخرج ولاعب كرة سلة محترف.

## روابط خارجية
- شيان ليم على موقع IMDb (الإنجليزية)
- شيان ليم على موقع ميوزك برينز (الإنجليزية)
- شيان ليم على موقع قاعدة بيانات الفيلم (الإنجليزية)
- شيان ليم على موقع كينوبويسك (الروسية)

- www.xianlim.net
- شيان ليم في قاعدة بيانات الأفلام على الإنترنت